# Đo điện trường thiên nhiên hố khoan
Đo điện trường thiên nhiên hố khoan (Spontaneous potential log) là thành phần của Địa vật lý hố khoan, thực hiện theo cơ sở lý thuyết của Thăm dò điện trường thiên nhiên, đo điện thế giữa điện cực M ở đầu đo và điện cực N trên mặt đất.
Trong thực tế ở tất cả bộ máy đo nó được đo đồng thời với đo điện trở suất hố khoan, thực hiện ở các hố khoan có dung dịch khoan là nước.
Các dị thường SP liên quan đến quặng có tính oxy hóa, hoặc nước ngầm thấm lọc.

## Phương pháp thực hiện
Các điện cực làm bằng vòng chì.
Trong các máy cổ điển trước năm 1970, đo điện trường thiên nhiên (SP) thực hiện đồng thời với đo điện trở suất. Ngày nay một số đầu thu vẫn áp dụng cách đo chung, còn số khác thì bỏ đo SP. Vì thế tư liệu về phương pháp không nhiều.
Việc ghép chung thực hiện được là vì trong thực tế đo điện trở suất thực hiện bằng dòng đảo chiều vuông có tần số cỡ chục Hz. Điện thế thu được trên "cực đo" được tách ra 2 phần, phần DC là của SP.
Nếu tín hiệu đo được lấy từ lưỡng cực MN, kết quả đo sẽ là gradient trường. Vì lưỡng cực này thường khá ngắn nên tín hiệu SP nhỏ.
Để có kết quả đo dạng điện thế, thì đo điện trở thực hiện đảo vai trò phát-thu thực tế, tức là dòng điện dùng cho đo điện trở cấp vào MN, còn tín hiệu đo lấy ở AB, với cực B ở các máy cổ điển nằm trên mặt đất, còn hiện nay là phần vỏ cáp đồng trục. Vị trí cực M(SP) là tại A, còn N(SP) tại B.
Các đầu đo hố khoan sau đây có thực hiện đo SP:
- Đầu đo "QL40-ELOG 8-16-32-64" normal resistivity probe" cho ra số liệu SP và 4 số liệu điện trở suất của 4 khoảng thu phát 8-16-32-64".[1]
- Đầu đo QL40-IP Induced Polarization.[2] Đầu này đo đồng thời điện trở suất theo phân bố cực 8-16-32-64", độ nạp tại cực 16" và 64" với 10 cửa sổ, điện trường thiên nhiên (SP) và trở tiếp địa (SPR) tại cực phát A